# Marcela Turati

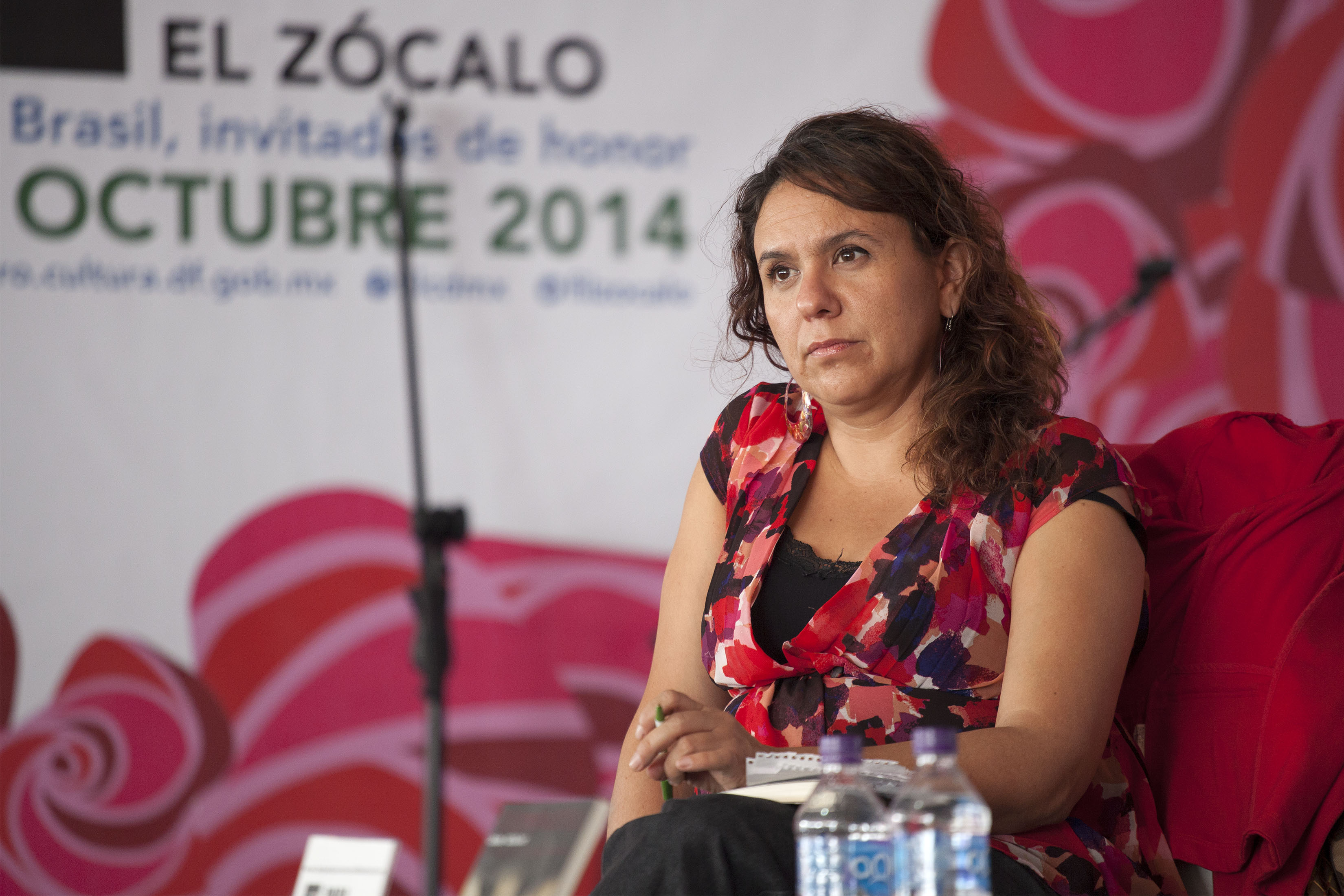
Marcela Turati (2014)

Marcela Turati (geb. 1974 in Mexiko-Stadt) ist eine mexikanische Journalistin. In ihrem Heimatland ist sie als Investigativjournalistin bekannt.

## Leben und Wirken
Sie ist Mitgründerin des Journalist:innennetzwerkes Periodistas de a Pie und koordiniert Projekte der Investigativplattform Quinto Elemento Lab.
Turatis Arbeit befasst sich überwiegend mit den Opfern und Hintergründen des Drogenkrieges in Mexiko. Sie stellte Recherchen zum San-Fernando-Massaker an und veröffentlichte dazu eine Reportage mit regierungskritischen Aspekten.
Im Juli 2021 wurde bekannt, dass Turati in der Regierungszeit von Präsident Enrique Peña Nieto mit der Spionagesoftware Pegasus ausgespäht wurde. Hierzu äußerte sie sich einmal: „Statt des eigentlichen Zwecks, Pegasus gegen organisiertes Verbrechen und Terrorismus einzusetzen, verwendete die Regierung es gegen die Zivilgesellschaft, Oppositionelle und Menschenrechtsverteidiger.“ Ende November 2021 wurde bekannt, dass Turati aufgrund der Recherchearbeit zum San-Fernando-Massaker von der mexikanischen Staatsanwaltschaft überwacht wurde.
Turati ist Verfasserin mehrerer Bücher.

## Auszeichnung
Marcela Turati wurde im Mai 2023 mit einer Theodor-Heuss-Medaille ausgezeichnet.